# Alain-Fournier
Alain-Fournier, pseudónimo de Henri-Alban Fournier, (Chapelle-d'Angillon, 3 de outubro de 1886 — Les Éparges, 22 de fevereiro de 1914), foi um escritor francês que morreu aos 27 anos, mais conhecido por um único romance, Brasil: O Bosque das Ilusões Perdidas / Portugal: O Grande Meaulnes.

## Biografia
Alain-Fournier nasceu em Chapelle-d”Angillon, departamento do Cher, no centro da França, filho de um professor de escola. Passou sua infância em Sologne e em Bas-Berry, Epineuil-le-Fleuriel. Posteriormente foi para Brest, preparando-se para o concurso da Escola Naval, mas desistiu, indo a Bourges, iniciando-se nos estudos literários no “Lycée Lakanal”, em Sceaux, perto de Paris, onde se preparou, sem sucesso, para o concurso da “École Normale Supérieure”. No Liceu Lakanal encontrou Jacques Rivière, com quem estabeleceu uma profunda amizade, e que se casou com sua irmã Isabelle, em 1909.
Para fazer dois anos de serviço militar, interrompeu seus estudos em 1907, e não mais os retomou. Publicou alguns textos, poemas, ensaios, contos, reunidos em uma coleção denominada Miracles. Posteriormente, elaborou a obra que o tornaria célebre: em junho de 1905, durante um breve passeio no cais do Sena, Alain-Fournier encontrou Yvonne de Quiévrecourt, o grande amor de sua vida. Na verdade, tal encontro não teve nenhum resultado ou continuação, pois se encontraram apenas oito anos mais tarde, ela já era casada e mãe de dois filhos; no entanto, tal amor inspirou a personagem Yvonne de Galais no romance Le Grand Meaulnes, de 1913.
Em 1910, em Paris, começou carreira de crítico literário, escrevendo para o Paris-Journal. Em 1912, deixou tal trabalho para se tornar assistente pessoal do político Casimir Perrier. Em 1913, terminou “Le Grand Meaulnes”, e foi primeiramente publicado na “Nouvelle Revue Française” (de julho a outubro de 1913), e depois como um livro. “Le Grand Meaulnes” foi indicado, mas não recebeu, o “Prêmio Goncourt”. Foi traduzido para o inglês em 1959, por Frank Davison, para a Oxford University Press.
Em 1914, Alain-Fournier trabalhou em seu segundo romance, "Colombe Blanchet", mas não o terminou, pois se reuniu à campanha de mobilização do 288e régiment d'infanterie. Fournier desapareceu durante o combate de Les Éparges, perto de Verdun (Meuse), em 22 de setembro de 1914, num dos primeiros enfrentamentos da Primeira Guerra Mundial (a imprensa reportou a data como 26 de setembro, de acordo com o Estado Maior). Henri Alban Fournier foi oficialmente declarado morto, na França, em junho de 1920, por um julgamento do tribunal civil, mas seu desaparecimento misterioso sempre inspirou o imaginário popular. O que se cogitava é que, numa operação de reconhecimento, fora atingido por uma bala na cabeça, no bosque de Saint-Rémy, em Meuse, na França. Sua morte, porém, tal como seu romance, era cercada de mistério, pois o corpo não fora encontrado. Seu corpo só foi identificado em 1991, a algumas centenas de metros da Tranchée de Calonne.

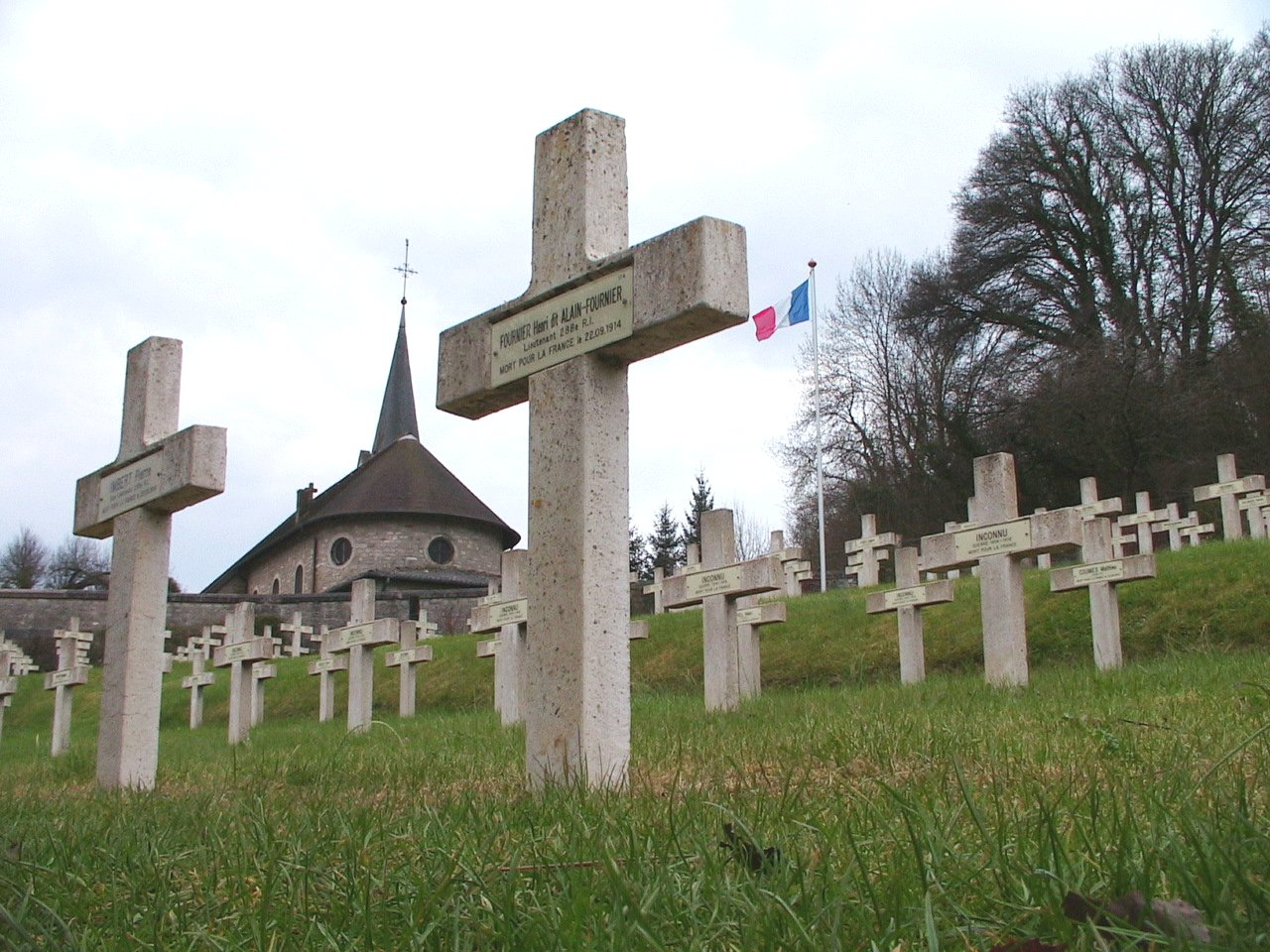
Tumba de Alain-Fournier no cemitério de Saint-Rémy-la-Calonne

Em 1991, uma equipe de historiadores, chefiada por Michel Algrain, encontrou uma vala comum com vinte e um esqueletos, em Dommartin-la-Montagne, e em novembro desse mesmo ano, a equipe afirmou ser um deles o corpo de Fournier, ao lado de 20 outros soldados franceses orginários, em grande parte da região de Mirande. Fournier foi enterrado, então, no cemitério militar de Saint-Rémy-la Calonne.
Seu nome figura nos muros do Panthéon de Paris em uma lista de escritores mortos em combate durante a Guerra de 1914-1918.
Muitos dos trabalhos de Fournier foram publicados postumamente: "Miracles" (um volume de poemas e ensaios) em 1924; sua correspondência com Jacques Rivière, em 1926; suas cartas para a família em 1930. Suas anotações sobre "Colombe Blanchet" também foram publicadas.
Em 1957, Pauline Benda — conhecida no teatro com o nome de Madame Simone— revelou a ligação que teve com Fournier, quando era secretário de seu marido, Claude Casimir-Perier. Ela o recebia frequentemente em sua propriedade de Trie-la-Ville, onde criara um pequeno círculo literário, do qual também participavam Charles Péguy e Jean Cocteau. Após a morte de Alain-Fournier, Madame Simone refaz sua vida com o poeta François Porché, mas a família de Fournier a reprova por não se manter fiel à lembrança do escritor. Sua correspondência foi publicada em 1992.

## Obras
- 1913: Brasil: O Bosque das Ilusões Perdidas / Portugal: O Grande Meaulnes - no original Le Grand Meaulnes (romance) (1913).[3]
- La peinture, le cœur et l'esprit. Correspondance inédite (1907-1924). André Lhote, Alain-Fournier, Jacques Rivière
- 1925 : Correspondance avec Jacques Rivière
- Lettres au petit B... (Le petit B est René Bichet, poète, ancien camarade du lycée Lakanal, ami d'Alain-Fournier et de Jacques Rivière)
- Lettres à sa famille (1905-1914)
- Miracles (poèmes)
- 1992 : Alain-Fournier, Madame Simone, Correspondance 1912-1914, Fayard, 4 de novembro de 1992, ISBN 2-213029989
- 1990 : Colombe Blanchet - Esquisses d'un second roman inédit. Transcrição de um manuscrito de 133 páginas esparsas, Le Cherche Midi, 1990.